# Red Star Ndongo Club
Le Red Star Ndongo Club est un club de basket-ball fondé en 1958 et basé à Bangui (République centrafricaine).
Le club remporte la première édition de la Coupe d'Afrique des clubs champions en 1971 et termine troisième de cette compétition en 1996.